# Universidad de Muskingum
La Universidad de Muskingum es una universidad privada de artes liberales en New Concord, Ohio. Establecida en 1837 como Muskingum College, la institución está afiliada a la Iglesia Presbiteriana (Estados Unidos).
Colectivamente, los exalumnos de la universidad se conocen como la "Línea Magenta Larga" y los estudiantes (tanto del pasado como del presente) se conocen simplemente como "Muskies", mientras que sus equipos atléticos se denominan "Fighting Muskies". New Concord se encuentra en el lejano este del condado de Muskingum, cuyo nombre deriva del río Muskingum. Muskingum ofrece más de 40 especializaciones académicas. Se ofrecen programas de posgrado en educación y gestión de sistemas de información, estrategia y tecnología. El campus de Muskingum consta de 21 edificios, un estadio de fútbol y un pequeño lago que se asientan sobre 225 acres (0,91 km2) de colinas onduladas con vista a New Concord.

## Historia
En 1827, la Carretera Nacional (ahora Ruta 40) se colocó a través de lo que ahora es New Concord , siguiendo aproximadamente lo que había sido la carretera primitiva conocida como Zane's Trace. Un año después, los presbiterianos escoceses-irlandeses establecieron el pueblo de New Concord . El 9 de julio de 1836, se llevó a cabo la primera reunión registrada de los "Amigos de la educación" en New Concord, dirigida por los residentes Samuel Willson y Benjamin Waddle. Un año después, la Asamblea General de Ohio autorizó la creación de una universidad en New Concord después de haber sido solicitada por el comité de "Amigos de la Educación". El 24 de abril de 1837 se inauguró Muskingum College. Muskingum se convirtió en una institución mixta en 1854. En 1958, la Iglesia Presbiteriana Unida de América del Norte y la Iglesia Presbiteriana de los Estados Unidos de América se fusionaron mediante la firma de un acuerdo histórico en Brown Chapel en el campus de Muskingum. En 2001, el equipo de softbol femenino de la escuela capturó el Campeonato Nacional de la División III de la NCAA, el primer título nacional de la escuela.

## Programas académicos
Muskingum ha sido acreditado continuamente por la Asociación de Colegios y Escuelas Secundarias del Centro Norte desde 1919. "La escuela en la colina", como a veces la llaman los lugareños, ofrece títulos de Licenciatura en Artes y Licenciatura en Ciencias a nivel de pregrado, y a nivel de posgrado Maestría en Sistemas y Tecnología de la Información Estratégica, Maestría en Artes en Educación y Maestría en Artes en Enseñanza de títulos de posgrado. La universidad ofrece 44 especializaciones académicas junto con una gran cantidad de menores, nueve programas preprofesionales (incluidos pre-derecho y pre-medicina) y licenciatura en enseñanza, todo lo cual debe realizarse dentro de un marco sólido de plan de estudios de artes liberales, conocido en Muskingum como "Fundamentos de artes liberales" (LAE) (ver más abajo). Entre los programas académicos de pregrado más sólidos de Muskingum se encuentran la división de ciencias, el programa de matemáticas, el departamento de educación y el departamento de inglés. Muskingum a menudo se proclama como un "mejor valor" en educación, al combinar una sólida formación académica con una matrícula baja, por US News & World Report y publicaciones similares. En su guía America's Best College's de 2008 , US News & World Report clasificó académicamente a Muskingum como la "31ª mejor universidad de nivel de maestría" en el Medio Oeste. y el "4to. mejor valor" entre las universidades de nivel de maestría del Medio Oeste.

## Campus
La mayoría de los edificios académicos de Muskingum están agrupados alrededor de un patio tradicional cerca de la parte sur del campus. El patio está bordeado por Montgomery Hall y la Biblioteca de la Universidad al sur, Caldwell Hall, Cambridge Hall y el Centro de Estudiantes/Facultad al oeste, el Centro de Recreación y el Gimnasio John Glenn al norte y el Centro de Ciencias Boyd al este. Brown Chapel se encuentra en la esquina sureste del patio.
- Paul Hall (1873) es el edificio más antiguo del campus de Muskingum. Dos versiones anteriores de este edificio se quemaron temprano en la historia de la escuela. Esta tercera estructura lleva el nombre del Dr. David Paul, presidente del Colegio de 1865 a 1879. El edificio, que actualmente alberga el departamento de arte, está registrado como Sitio Histórico Nacional.[4]
- Johnson Hall (1899) lleva el nombre del Dr. Jesse Johnson, presidente de Muskingum de 1883 a 1902. Renovado en 1977, contenía estudios de arte, la Galería Louis Palmer y un teatro de proscenio de 160 asientos. Johnson Hall fue derribado en 2008.
- The Little Theatre (1900) se construyó con fines de educación física y se remodeló en 1943 para uso teatral, y se utilizó como espacio de aula principalmente en teatro hasta que se demolió en 2009.
- Brown Chapel (1912) es un edificio de usos múltiples que sirve al Colegio como iglesia, capilla, auditorio y salón de clases. La Capilla recibió su nombre de JM Brown, un benefactor de la universidad y miembro de la junta directiva de la escuela durante mucho tiempo.[5]
- Montgomery Hall (1921) es el centro administrativo del campus y contiene oficinas y aulas administrativas y de profesores. El edificio lleva el nombre del Dr. John Knox Montgomery Sr., presidente de Muskingum desde 1904 hasta 1931, y el "Padre de Muskingum College" no oficial .
- Cambridge Hall (1929) se construyó en gran parte con fondos aportados por ciudadanos de la cercana Cambridge, OH. Junto con las aulas, los departamentos de negocios, inglés, ciencias políticas, psicología, sociología, historia.
- John Glenn Gym (1935) fue nombrado en 1962 en honor al distinguido astronauta-senador graduado. Alberga dos gimnasios, una piscina, equipos de recreación e intramuros y oficinas de entrenadores.
- El Centro de Estudiantes/Facultad (1960) incluye el centro del campus, el snack bar, la sala de correo, la librería y las salas de reuniones. También alberga la Oficina de Vida Estudiantil, la Oficina de Servicios Profesionales, Pasantías y Desarrollo de Liderazgo, Senado Estudiantil, Actividades Estudiantiles, Consejería y Eventos Especiales.
- Boyd Science Center (1971) es un edificio de cuatro pisos que alberga los departamentos de biología, química, geología, matemáticas, idiomas modernos, informática y física.
- Anne C. Steele Center (1986) es un edificio de cuatro pisos que lleva el nombre de la Dra. Anne C. Steele, la vigésima presidenta de Muskingum y la primera mujer presidenta. La convocatoria de apertura y la graduación de Muskingum se llevan a cabo cada año en el Centro. Alberga un gimnasio de 2.800 asientos, salas de baile, canchas de ráquetbol, sala de pesas, sala de entrenamiento atlético y vestuarios. También alberga el departamento de educación física y el departamento de atletismo.
- Caldwell Hall (2004) a 32.000 pies (9.800 m). sq., las instalaciones de última generación albergan los programas de oratoria, periodismo y teatro de Muskingum, así como la iniciativa de artes gráficas. Este espacio educativo del siglo XXI cuenta con aulas multimedia, laboratorio de diseño asistido por computadora, sala de conferencias, salas de seminarios, sala de exposiciones, estudios de radio y televisión, un teatro de 250 asientos, sala de recitales y cine, laboratorios de diseño de vestuario y escenografía, soporte técnico áreas y un teatro experimental/sala de ensayo.
- Chess Center (2008) a 23.000 pies (7.000 m). sq., centro del campus de última generación con un foro de tres niveles donde los estudiantes se reúnen, socializan, estudian, trabajan y hacen ejercicio. El diseño innovador de este nuevo edificio también "une" las colinas este y oeste del campus.
- The Neptune Center (2008) Este edificio alberga el programa del Departamento de Arte en cerámica, escultura y otros trabajos creativos tridimensionales.
- Walter Hall (2010) - Dedicado en abril de 2011. Se convirtió en el nuevo hogar del programa de música, idiomas del mundo y el Centro para el Avance del Aprendizaje (programa PLUS).
- Biblioteca Roberta A. Smith (2016) Esta nueva instalación alberga la nueva biblioteca y el Programa de preparación de maestros.

## Fraternidades y hermandades
Más de uno de cada cuatro estudiantes de pregrado en Muskingum son miembros de fraternidades o hermandades. La universidad tiene siete fraternidades activas en el campus: Phi Kappa Tau, Phi Kappa Psi, Kappa Sigma, Phi Mu Alpha Sinfonia, Ulster (local), MACE (local) y Stag (local). Phi Kappa Tau y Kappa Sigma comenzaron como organizaciones locales (Alban y Sphinx respectivamente) mientras que otras organizaciones nacionales surgieron como colonias. La universidad también tiene cinco hermandades de mujeres: Chi Alpha Nu (local), FAD (local), Delta Gamma Theta (local), Theta Phi Alpha y Alpha Sigma Alpha.

## Atletismo
Muskingum compite atléticamente en la NCAA como escuela de la División III y como uno de los primeros y más antiguos miembros afiliados de la Conferencia Atlética de Ohio (OAC). Los equipos de MU compiten bajo el nombre Fighting Muskies. Su mascota es Fighting Muskie (muskellunge), el miembro más grande de la familia de los lucios.
En lugar de usar el magenta tradicional, los deportistas Muskies visten de negro y rojo. El principal rival atlético de la escuela es el competidor de OAC Marietta College Pioneers (que, irónicamente, originalmente se llamaba Muskingum Academy cuando se estableció en 1797). Muskingum cuenta con equipos de fútbol americano, baloncesto masculino y femenino, voleibol femenino, béisbol, sóftbol femenino, lucha libre y atletismo (de pista cubiertacubierta masculina y femenina), atletismo, tenis, campo a través, lacrosse y golf. Muskingum ha ganado 79 campeonatos de la Conferencia Atlética de Ohio (OAC), desde que la escuela se unió a la conferencia en 1923.
En las 41 temporadas entre 1926 y 1966, Muskingum ganó 12 campeonatos de fútbol OAC, diez absolutos y dos compartidos. Seis de esos campeonatos se ganaron entre 1945 y 1966 cuando el equipo estaba dirigido por el miembro del Salón de la Fama del Fútbol Americano Universitario Ed Sherman, un ex mariscal de campo de Muskingum. En las últimas tres temporadas de Sherman, los Muskies representaron a la OAC en el Grantland Rice Bowl en 1964 y 1966.

### Otras lecturas
- Fisk, William L (1978). A History of Muskingum College. New Concord: Muskingum College.
- Porter, Lorie (2001). John Glenn's New Concord. Arcadia Publishing.
- Miller, R. J (2006). A Christian Educator: John Knox Montgomery, President of Muskingum College 1904-1931. Kessinger Publishing, LLC.
- Muskingum College 2004 Alumni Directory. Chesapeake, VA: Beranard C. Harris Publishing Company, Inc. 2004.
- Edsall, Donna; Sun, Yan (2003). A Song of the Seasons: Paintings by Jianmin Dou. Arbor Hill Press.

- 2007-2008 Ohio Athletic Conference Directory & Records Book.

- Davis, Dan (18 de marzo de 2007). Muskie Traditions, Curiosities Uncovered. Cambridge, OH: The Daily Jeffersonian. pp. C-1 y C8.
- Official NCAA Softball Record Book. Archivado desde el original el 2 de diciembre de 2007. Consultado el 14 de febrero de 2022.